# Гистав Доре
Пол Гистав Луј Кристоф Доре (фр. Paul Gustave Louis Christophe Doré; Стразбур, 6. јануар 1832 — Париз, 23. јануар 1883) био je француски уметник, графичар и сликар.

## Биографија
Своју прву илустрацију објавио је кад је имао 15 година. Направио је књигу илустрација са темом Париза, а онда је добио наруџбине да илуструје дела Раблеа, Балзака и Дантеа. Као веома млад, већ је зарађивао више од Онореа Домијеа.
Године 1853. добио је наруџбину да илуструје дела лорда Бајрона. Након овог посла уследили су додатни ангажмани за британске издаваче, укључујући нову илустровану Библију. Године 1856. произвео је 12 илустрација Легенде о лутајућем Јеврејин, које су пропагирала дубоко укорењене антисемитске ставове тог времена, за кратку поему коју је Пјер-Жан де Беранже извукао из романа Ежена Суа из 1845.
Шездесетих година 19. века илустровао је француско издање Сервантесовог Дон Кихота, а његови прикази витеза и Санча Пансе постали су толико познати да су утицали на будуће читаоце, уметнике и на идеје позоришних и филмских редитеља о физичком изгледу два лика. Такође је илустровао нову верзију енглеске Библије, као и чувено дело Едгара Алана Поа, Гавран.
Створио је преко 10.000 илустрације, од којих су најважније копиране електротипским поступком коришћењем цилиндричних преса, што је омогућило да се веома велики тиражи штампају истовремено у многим земљама.
Влада Француске га је прогласила витезом Легије части 1861.

## Смрт
Доре се никада није женио и, након смрти оца 1849. године, наставио је да живи са мајком, илуструјући књиге све до своје смрти од срчаног удара у Паризу у јануару. 23, 1883, после кратке болести. У време смрти Доре је радио на илустрацијама за издање Шекспирових драма.

## Галерија
- Илустрација Дон Кихота.
- Илустрација за Божанску комедију.
- Црвенкапа.
- Црвенкапа.
- Стварање светлости.
- Јона и кит.
- Уништење Левијатана.
- Илустрација за Божанску комедију.
- Илустрација за Божанску комедију.
- Илустрација за Божанску комедију.
- Данте и Беатриз у Рају.
- Барон Минхаузен.
- Стари морнар.
- Илустрација за Бесног Орланда.
- Илустрација за Бесног Орланда.
- Илустрација за Изгубљени рај.
- Илустрација за Гаврана.
- Андромеда.